# Rhathymus concolor
Rhathymus concolor är en biart som beskrevs av Heinrich Friese 1921. Rhathymus concolor ingår i släktet Rhathymus och familjen långtungebin. Inga underarter finns listade i Catalogue of Life.